# Підсвідомість
Підсвідомість — це своєрідний резервуар свідомості людини, де зберігається незапитувана інформація із власного досвіду, а також закладені можливості різних комбінацій цієї інформації. Підсвідомість є також основою репродуктивної діяльності, сприймає та зберігає все, що людина бачить, думає, відчуває. У підсвідомість з часом відкладаються:
- дії доведені до автоматизму, для того, щоб розвантажити свідомість
- будь-які притлумлені емоції, що не мали виходу
- потужні нереалізовані бажання

Підсвідоме - психічні процеси, які відбуваються під порогом свідомості. У філософській та психологічній літературі підсвідоме нерідко ототожнюють із несвідомим. Проте ці поняття слід розрізняти.
Вплив свідомості на підсвідомість, зважаючи на те, що вони є одним цілим, важко усвідомлювана самим суб'єктом. Свідомість-підсвідомість є предметом вивчення для ряду наук, зокрема психології. 